# Усенко Людмила Франківна
Людми́ла Фра́нківна Усе́нко (1 грудня 1974, м. Київ — 8 травня 2022, м. Маріуполь, похована у Кривому Розі) — штаб-сержант Збройних сил України; учасниця російсько-української війни, оборони Маріуполя.

## З життєпису
Народилася  1 грудня 1974 року у багатодітній родині на Київщині. 
Військовий шлях розпочала в 1993 році у 21-й окремій бригаді охорони порядку, де познайомилася з майбутнім чоловіком. Подружжя Усенків разом служило у військовій частині 3011 Національної гвардії України в зоні АТО та ООС. В лютому 2020 року підполковник Сергій Усенко пішов із життя після важкої хвороби.
З 8 лютого 2022 року перебувала на службі у Маріуполі, де її застала війна. Брала участь в обороні Азовсталі.
Загинула 8 травня 2022 року в Маріуполі від потрапляння у бункер, де ховалися захисники Азовсталі, російської ракети.
Похована 9 березня 2023 року в Кривому Розі.
Залишилися батьки та донька (1997 р.н.)

## Нагороди
- Орден «За мужність» ІІІ ступеня (посмертно)